# Hulpgreep
Hulpgrepen zijn de minder voor de hand liggende grepen op blaasinstrumenten om 'lastige' tonen toch goed te kunnen spelen. 
Bij veel blaasinstrumenten is het vaak mogelijk om een toon op meerdere manieren te spelen. 

## Houtblazers
Bij blokfluiten maar ook bij klarinetten enz. moeten om de niet-instrument eigen tonen te spelen vaak combinaties van niet aansluitende vingerzetting gebruikt worden. Klarinetten en saxofoons hebben hiertoe vaak extra kleppen.
vb. de Fa-vork bij een hobo.

## Koperblazers
Bij instrumenten zoals de trompet zijn er soms meerdere combinaties van ventielen en lipspanning mogelijk die tot (ongeveer) dezelfde toon leiden.
Ventiel 1 verlaagt een hele toon.
Ventiel 2 verlaagt een halve toon.
Ventiel 3 verlaagt anderhalve toon.
Het is daaruit makkelijk af te leiden dat alle tonen die gespeeld kunnen door ventiel 1 en 2 tegelijk in te drukken ook gespeeld kunnen worden door slechts ventiel 3 in te drukken.
Bij instrumenten met vier ventielen (bijvoorbeeld het eufonium) zijn er nog meer mogelijkheden. Het vierde ventiel (het zogenaamde kwartventiel) verlaagt twee-en-een-halve toon. Tonen die gespeeld worden met ventiel 1+3 kunnen dus ook gespeeld worden met ventiel 4. Tonen die gespeeld worden met de ventielen 1+2+3 kunnen ook gespeeld worden met de ventielen 2+4.

## Gebruik
Deze niet-gebruikelijke grepen worden gebruikt om een muziekstuk technisch makkelijker te maken of om stemmingsproblemen in een ensemble te verhelpen. Snelle loopjes en trillers kunnen soms niet gespeeld worden met de standaard grepen, maar wel met de hulpgrepen. Op een saxofoon zijn sommige grepen zelfs standaard met meerdere vingerzetting te spelen, en hangt het van de voorgaande of volgende tonen (en van de gewenste intonatie) af welke greep het makkelijkst of best is.